# Michelada
La michelada est une boisson typiquement mexicaine qui se prépare avec de la bière comme base, complétée par du jus de citron vert (lime), du sel et une sauce pour assaisonner, qui peut être de type Maggi, sauce anglaise, sauce piquante à base de piments (Tabasco), et peut être allongé de jus de tomate ou de clamato. Il peut alors être rapproché du Bloody Mary, avec de la bière à la place de la vodka.